# هوليوود تنزف
هوليوود تنزف (بالإنجليزية: Hollywood's Bleeding)‏ هو ألبوم الإستديو الثالث للرابر الأمريكي بوست مالون. تم إصداره في 6 سبتمبر 2019، بواسطة ريبابليك ريكوردز. يتضمن الألبوم ظهور ضيوف شرف من قبل دا بيبي، وفيوتشر، وهالزي، وميك ميل، وليل بيبي، وأوزي أوزبورن، وترافيس سكوت، وسزا، وسوا لي، ويونج ثاج. تمت قيادة الإنتاج بواسطة أندرو ويات، وبلود بوب، وبرايان لي، وكارتر لانج، ودي جي داهي، وإميل هايني، وفرانك دوكز، ومالون نفسه، بين الآخرين.
تلقي ألبوم هوليوود تنزف تقييمات إيجابية بشكل عام وظهر لأول مرة علي قمة قائمة بيلبورد 200 بالولايات المتحدة. وهو ألبوم مالون الثاني في المرتبة الأولي بالولايات المتحدة. دُعم الألبوم بواسطة ست أغاني منفردة: «واو»، و«الوداع»، و«دوائر»، و«أعداء»، و«أليرجي»، و«خذ ما تشاء». بلغت الأغاني الثلاثة الأولي ذروتها في المرتبة الثانية، والثالثة، والأولي علي بيلبورد هوت 100 بالولايات المتحدة، علي التوالي. يتضمن الألبوم أيضا أغنية بيلبورد هوت 100 المنفردة في المرتبة الأولي، «زهرة عباد الشمس»، وهو تعاون مع الرابر الأمريكي سوا لي، من الموسيقى التصويرية سبايدرمان: إنتو ذا سبايدر-فيرس.

## الخلفية
في 5 يونيو 2018، بعد ستة أسابيع فقط من إصدار ألبومه الإستديو الثاني بيربونغز وبنتليز، أُفيد أن مالون كان يعمل علي ألبومه الإستوديو الثالث. في شهر نوفمبر من هذا العام، صرح مالون بأنه «يحاول نشر هيئة جديدة من العمل» قبل نهاية العام، ولكنه أصدر فقط الأغنية المنفردة «واو» في ذلك الوقت. في 28 يوليو 2019، نشر مالون أنه قد انتهي من تسجيل ألبومه الإستديو الثالث القادم، ووصفه نفسه «كملعون جيد خارج عن النظر».

## الأغاني المنفردة
تم إصدار الأغنية المنفردة القيادية للألبوم، «واو» في 24 ديسمبر 2018، قبل يوم واحد من عيد الميلاد. أُنتجت الأغنية بواسطة لويس بيل وفرانك دوكز. بلغت ذروتها في المرتبة الثانية علي بيلبورد هوت 100 بالولايات المتحدة.
تم إصدار الأغنية المنفردة الثانية للألبوم، «الوداع» التي تضم يونج ثاج، في 5 يوليو 2019، بعد يوم واحد من عيد ميلاد مالون. أُنتجت الأغنية بواسطة برايان لي ولويس بيل. بلغت ذروتها في المرتبة الثالثة في بيلبورد هوت 100 بالولايات المتحدة.
تم إصدار الأغنية المنفردة الثالثة للألبوم، «دوائر»، في 30 أغسطس 2019. أُنتجت الأغنية بواسطة مالون نفسه، ولويس بيل، وفرانك دوكز. بلغت ذروتها في المرتبة الأولي علي بيلبورد هوت 100 بالولايات المتحدة.
تم إرسال أغنية «أعداء» التي تضم دا بيبي، إلي راديو ريذميك كونتيمبوراري في 17 سبتمبر 2019، كالأغنية المنفردة الرابعة للألبوم. بلغت ذروتها في المرتبة 16 علي بيلبورد هوت 100 بالولايات المتحدة.
تم إرسال أغنية «أليرجي» إلي الراديو البديل في 24 سبتمبر 2019، كالأغنية المنفردة الخامسة للألبوم. بلغت ذروتها في المرتبة 37 علي بيلبورد هوت 100 بالولايات المتحدة.
تم إرسال أغنية «خذ ما تشاء» التي تضم أوزي أوزبورن وترافيس سكوت، إلي كونتيمبوراري هيت رايدو في 15 أكتوبر 2019، كالأغنية المنفردة السادسة للألبوم. بلغت ذروتها في المرتبة الثامنة علي بيلبورد هوت 100 بالولايات المتحدة.

### أغاني أخري
تم إصدار فيديو موسيقي للمسار «سان تروبيه» في 11 سبتمبر 2019. بلغت الأغنية ذروتها في المرتبة 18 علي بيلبورد هوت 100 بالولايات المتحدة.

## روابط خارجية
- نزيف هوليوود على موقع ميتاكريتيك (الإنجليزية)
- نزيف هوليوود على موقع أول موفي (الإنجليزية)